# Boticas (gemeente)
Boticas is een plaats en gemeente in het Portugese district Vila Real.
De gemeente heeft een totale oppervlakte van 322 km² en telde 6417 inwoners in 2001.

## Plaatsen in de gemeente
- Alturas do Barroso
- Ardãos
- Beça
- Bobadela
- Boticas
- Cerdedo
- Codessoso
- Covas do Barroso
- Curros
- Dornelas
- Fiães do Tâmega
- Granja
- Pinho
- São Salvador de Viveiro
- Sapiãos
- Vilas